# Антисексуальність
Антисексуа́льність — термін для позначення і опису:
- поглядів кого-небудь, хто є антагоністом сексуальності як такої;
- руху проти всіх форм сексуальності.

## Опис
Більшість антисексуальних людей переконані в тому, що сексуальність — різновид залежності (зразок алкогольної, наркотичної тощо), що призводить до негативних наслідків як на фізичному, так і соціальному рівні; приводить до розривів людських відносин, яка примушує людей вдаватися до брехні та обману для досягнення сексуального задоволення і пов'язаних з ним задоволень. Антисексуал, що відмовляється від сексуального життя, воліє утримуватися від сексу з якихось міркувань, але не обов'язково характеризується асексуальністю. Деякі антисексуали переконані, що сексуальність є причиною багатьох світових проблем.